# Гезалех
Гезалех або Гезалек (Gaisalaiks; ? —513) — король вестготів у 507—511 роках.

## Життєпис
Походив з династії Балтів. Син короля Аларіха II та невідомої наложниці. Після поразки і загибелі останнього у битві при Вогладенських полях, частина вестготського війська, що відійшла до Нарбонни, вирішила оголосити королем Гезалеха. Його зведений брат Амаларіх, законний син Аларіха II, тоді був ще дитиною і тому не міг керувати обороною.
Нарбонна стала столицею Гезалеха, замість втраченої і зруйнованої Тулузи. Обрання Нарбони новою столицею Вестготського королівства було знаком намірів нового короля повернути собі колишні галльські володіння.
Проте Гезалех швидко виявив свою недієздатність. Гундобад, король бургундів, який уклав союз з франками, захопив Нарбонну. Вестготи зазнали страшної поразки. У Південній Галлії пручатися ворожим нападам продовжував тільки Арль. За цих обставин вестготський король втік за Піренеї, до Барселони, зробивши тепер це місто своєю столицею. Разом з тим Гезалех не відмовився від спроб реваншу. Втім бургунди перейшли Піренеї і вдерлися до Барселони, яка була ними захоплена, а король Гезалех при величезних втратах своїх людей втік на південь Іспанії.
Цим розвитком подій скористався остготський король Теодоріх I, що спочатку визнав Гезалеха. Остготи стали готувати похід проти останнього. Але ускладнення ситуації на північних кордонах держави остготів і грізна демонстрація візантійського флоту біля берегів Італії перешкодили Теодоріху вчасно виступити на допомогу своєму онуку Амаларіху.
У 508  остготське військо під керівництвом Ібби рушило до Провансу і зняло облогу з Арля. Слідом за тим Ібба повів війська на Нарбонну, яку було відбито у ворогів у 509 році. Ймовірно, тоді ж була знята облога з Каркассона, в якому, найімовірніше, сховався Амаларіх. Йордан розповідає, що в боях з Іббой полягло понад 30 тисяч франків. Після того як ще одне військо остготів напало на Королівство бургундів, було укладено мир у 50 році. Його умови передбачали збереження status quo. Прованс став префектурою остготського королівства. Франки утримали завойовані ними області Аквітанії з Тулузою. Тим самим вестготи втратили області, передані їм за договором 418 року. У переможених залишилася лише вузька смужка землі на березі Середземного моря з містами Арлєм, Агдом, Безьє, Каркассона і Нарбонна. Водночас Гезалех зумів повернутися на північ Піренеїв та відвоювати Барселону.
Тепер він стикнувся з претендентом на трон — Амаларіхом. Союзники останнього — остготи — рушили на Барселону, що знову стала столицею Гезалеха. Становище останнього погіршилося через його наказ вбити графа Гоеріха, що викликало невдоволення частини вестготської знаті. Гезалех не зміг організувати потужний опір й тому швидко зазнав поразки у 511 році й втік до королівства вандалів.
Гезалех намагався отримати допомогу у вандальського короля Тразамунда, що був ворогом остготів. Утім той не наважився надати військову допомогу Гезалехові. Разом з тим повалений вестготський король отримав велику грошову субсидію від вандалів і 511 року вирушив з грошима до Південної Галлії.
У 512 році Гезалех спробував зі своїми прихильниками зробити напад на Іспанію. Зазнавши поразки від Ібби під стінами Барселони, він намагався сховатися в землях бургундів. Але на шляху до Гундобада, на березі річки Дюранс, його взяли в полон і стратили як заколотника. Втім невідомо, хто саме зробив — бургунди або остготи.